# Ube
Ube (jap. 宇部市 Ube-shi) – miasto w Japonii, w prefekturze Yamaguchi, w zachodniej części wyspy Honsiu (Honshū), port nad Morzem Wewnętrznym.
W mieście rozwinął się przemysł chemiczny.

## Historia
W przeszłości, po restauracji Meiji, Ube zawdzięczało swój rozwój przemysłowi węglowemu. W czasie II wojny światowej zostało prawie całkowicie zniszczone, ale po jej zakończeniu szybko przekształciło się w nowoczesne miasto i jest jednym z wiodących obszarów przemysłowych regionu Morza Wewnętrznego. Dzięki wszechstronnej współpracy różnych środowisk osiągnęło sukcesy w ochronie i poprawie środowiska. W 1997 roku miasto otrzymało nagrodę „Global 500 Award”, przyznaną przez United Nations Environment Programme (UNEP).

## Położenie
Miasto leży w zachodniej części prefektury, graniczy z miastami:
- Mine
- San’yō-Onoda
- Yamaguchi

## Miasta partnerskie
- Australia: Newcastle
- Chiny: Weihai

## Galeria

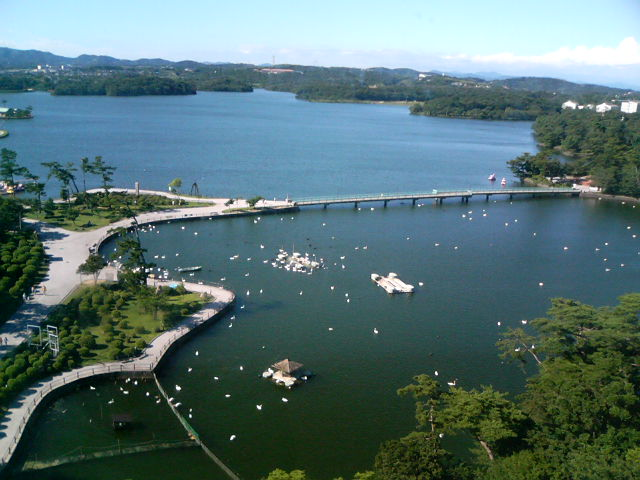
Park Tokiwa
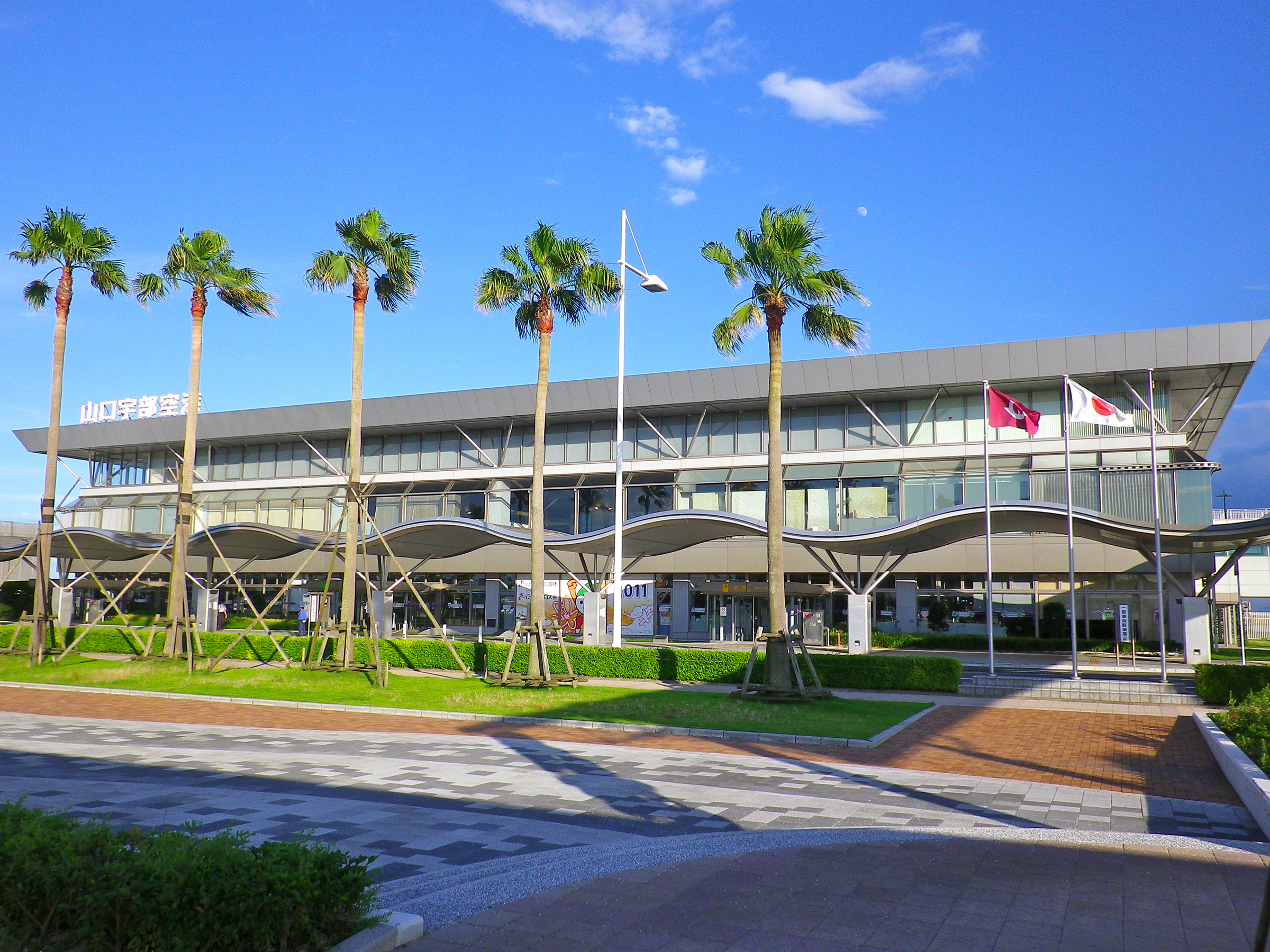
Port lotniczy Yamaguchi-Ube
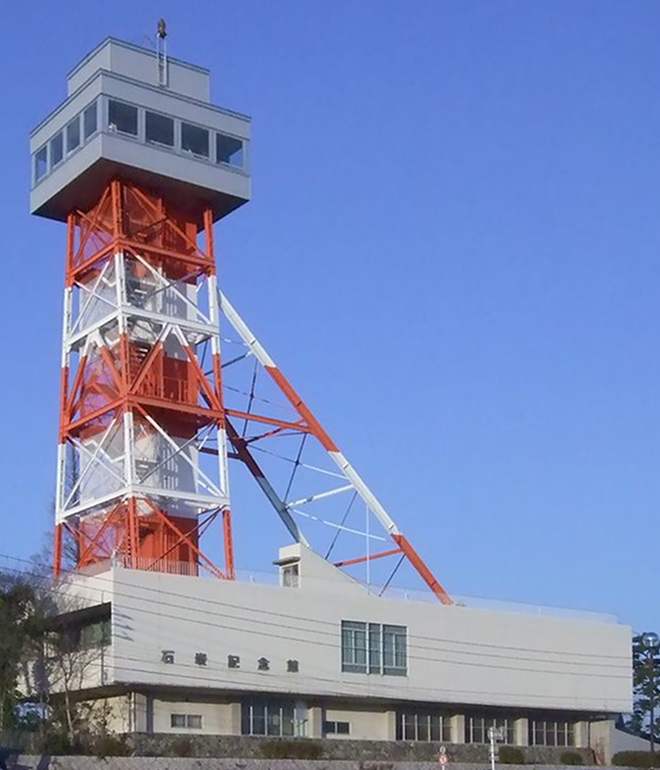
Ube City Coal Museum (Muzeum Węgla)
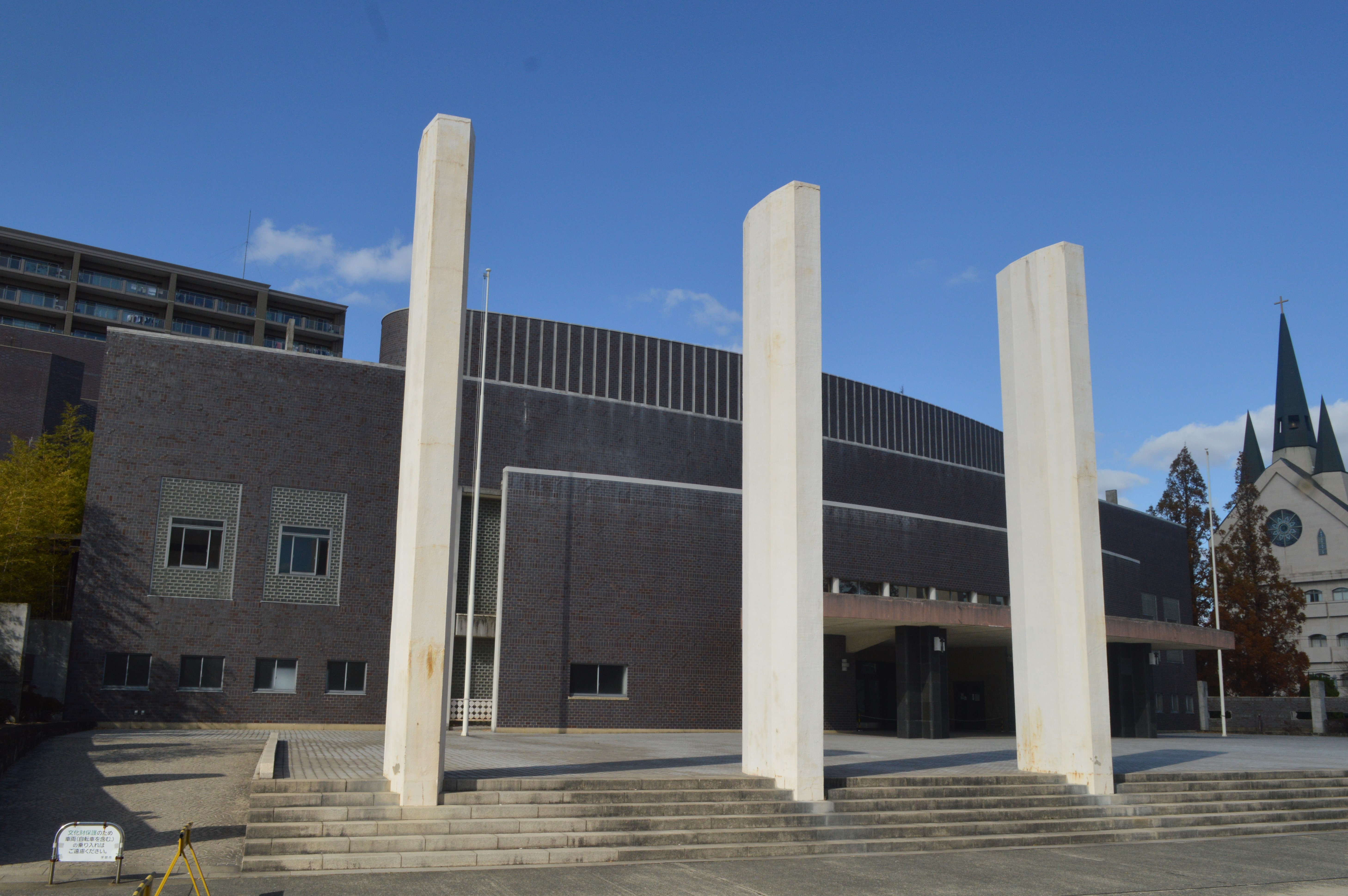
Watanabe Memorial Hall, centrum kultury z 1937 r. wg projektu Tōgo Murano (1891–1984), dla uczczenia Yūsaku Watanabe (1864–1934) zasłużonego dla rozwoju miasta